# Остаюсь с вами
«Остаю́сь с ва́ми» — советский художественный фильм 1981 года режиссёра Игоря Вознесенского.

## Сюжет
Фильм рассказывает о последних годах жизни писателя Аркадия Гайдара. Писатель работает над новыми книгами, в воспоминаниях возвращаясь к концу Гражданской войны, когда его комиссовали из армии. Завершается фильм гибелью Гайдара во время Великой Отечественной войны.

## В ролях
| Актёр            | Роль                                  |
| ---------------- | ------------------------------------- |
| Анатолий Грачёв  | Аркадий Гайдар                        |
| Андрей Ростоцкий | Аркадий Гайдар в молодости            |
| Дмитрий Гайдар   | Тимур Гайдар                          |
| Леонид Марков    | полковник Орлов                       |
| Николай Сморчков | солдат                                |
| Николай Гринько  | секретарь подпольного райкома Горелов |
| Арнис Лицитис    | немецкий солдат                       |
| Елена Валаева    | доктор                                |

## Песня
В кинофильме звучит песня «Салют Гайдару», музыка — Е. Крылатова, слова — М. Пляцковского.